# Тіщенко (село)
Ті́щенко (каз. Тищенко) — село у складі району Магжана Жумабаєва Північноказахстанської області Казахстану. Входить до складу Чистовського сільського округу.
Населення — 94 особи (2021; 151 у 2009, 227 у 1999, 361 у 1989).
Національний склад станом на 1989 рік:
- росіяни — 59 %.